# Canyeller blanc
El canyeller blanc (Canella winterana) és l'única espècie de planta amb flors del gènere monotípic Canella dins la família de les canel·làcies (Canellaceae). Es una planta nativa les zones de clima tropical humit de la península de Florida, el Carib, el sud-est de Mèxic i el nord-oest de Venezuela.

## Taxonomia
Aquesta espècie va ser publicada per primer cop l'any 1753, sota el nom de Laurus winterana, al primer volum de l'obra Species Plantarum del botànic suec Carl von Linné (1707-1778). Més tard, l'any 1788, el botànic alemany Joseph Gaertner (1732-1791) va publicar el primer volum de l'obra De Fructibus et Seminibus Plantarum: accedunt seminum centuriae quinque priores cum tabulis on aquest tàxon apareix al gènere Canella, com a Canella winterana, el seu nom actual.
El gènere Canella va ser publicat per primer cop l'any 1756 a l'obra The civil and natural history of Jamaica : in three parts del botànic irlandès Patrick Browne (1720-1790).

### Sinònims
Els següents noms científics són sinònims de Canella winterana:
- Sinònims homotípics

- Laurus winterana L.

- Sinònims heterotípics

- Canella alba Murray
- Canella canella (L.) H.Karst.
- Canella laurifolia Sweet
- Canella obtusifolia Miers
- Winterana canella L.
- Winterana obtusifolia (Miers) Warb.

El gènere Canella té un sinònim heterotípic:
- Winterana L.